# Mirko Valdifiori
Mirko Valdifiori (Russi, 21 de abril de 1986) é um futebolista italiano que joga como meio-campista, atualmente joga no Torino.

## Carreira
Iniciou sua carreira no Cesena em 2004, mas foi emprestado ao Legnano e ao Pavia antes de se transferir para o Empoli, ajudou o Empoli a subir para Série A em 2014, se transformando em um dos ídolos da equipe e sendo o sexto jogador que mais vestiu a camisa do clube, na temporada seguinte se transferiu para o Napoli, após fraca passagem pelo clube atualmente joga pelo Torino.